# Weaver (rivier)
De Weaver is een rivier in het noordwesten van Engeland, die door het graafschap Cheshire stroomt. De rivier ontspringt nabij Peckforton Castle in westelijk Cheshire en heeft een lengte van ongeveer 114 kilometer. Ze stroomt aanvankelijk in zuidoostelijke richting en buigt vervolgens af naar het noorden, waarbij ze door plaatsen als Nantwich, Winsford en Northwich stroomt.
In de 18e eeuw werd de Weaver bevaarbaar gemaakt om de zoutindustrie in de regio te ondersteunen. In 1720 werd toestemming verleend voor verbeteringen aan de rivier, waaronder de aanleg van elf sluizen, die in 1732 werden voltooid. Deze aanpassingen maakten het mogelijk om goederen, met name zout, efficiënter te vervoeren. Eind 19e eeuw werd de rivier verder aangepast om grotere schepen te kunnen accommoderen, met de bouw van grotere sluizen en de integratie met het Manchester Ship Canal. 
Een opmerkelijk bouwwerk aan de Weaver is de Anderton Boat Lift bij Northwich. Deze lift, geopend in 1875, verbindt de rivier met het Trent and Mersey Canal en overbrugt een hoogteverschil van ongeveer 15 meter. Na een sluiting in 1983 werd de lift gerestaureerd en heropend in 2002.
Dit artikel of een eerdere versie ervan is een (gedeeltelijke) vertaling van het artikel River Weaver op de Engelstalige Wikipedia, dat onder de licentie Creative Commons Naamsvermelding/Gelijk delen valt. Zie de bewerkingsgeschiedenis aldaar.